# Chłopek (skała)
Chłopek – w gwarze podhalańskiej rodzaj niewielkiej turniczki, z oddala podobnej wyglądem do człowieka. Popularnie przez turystów nazywana chłopkiem jest np. skała na wschodnim siodle Zmarzłej Przełęczy w Orlej Perci. Istnieją też turniczki o takim imieniu własnym, np. Chłopek powyżej Przełęczy pod Chłopkiem (od niego pochodzi nazwa przełęczy) oraz wzniesienie Chłopek w Sudetach.

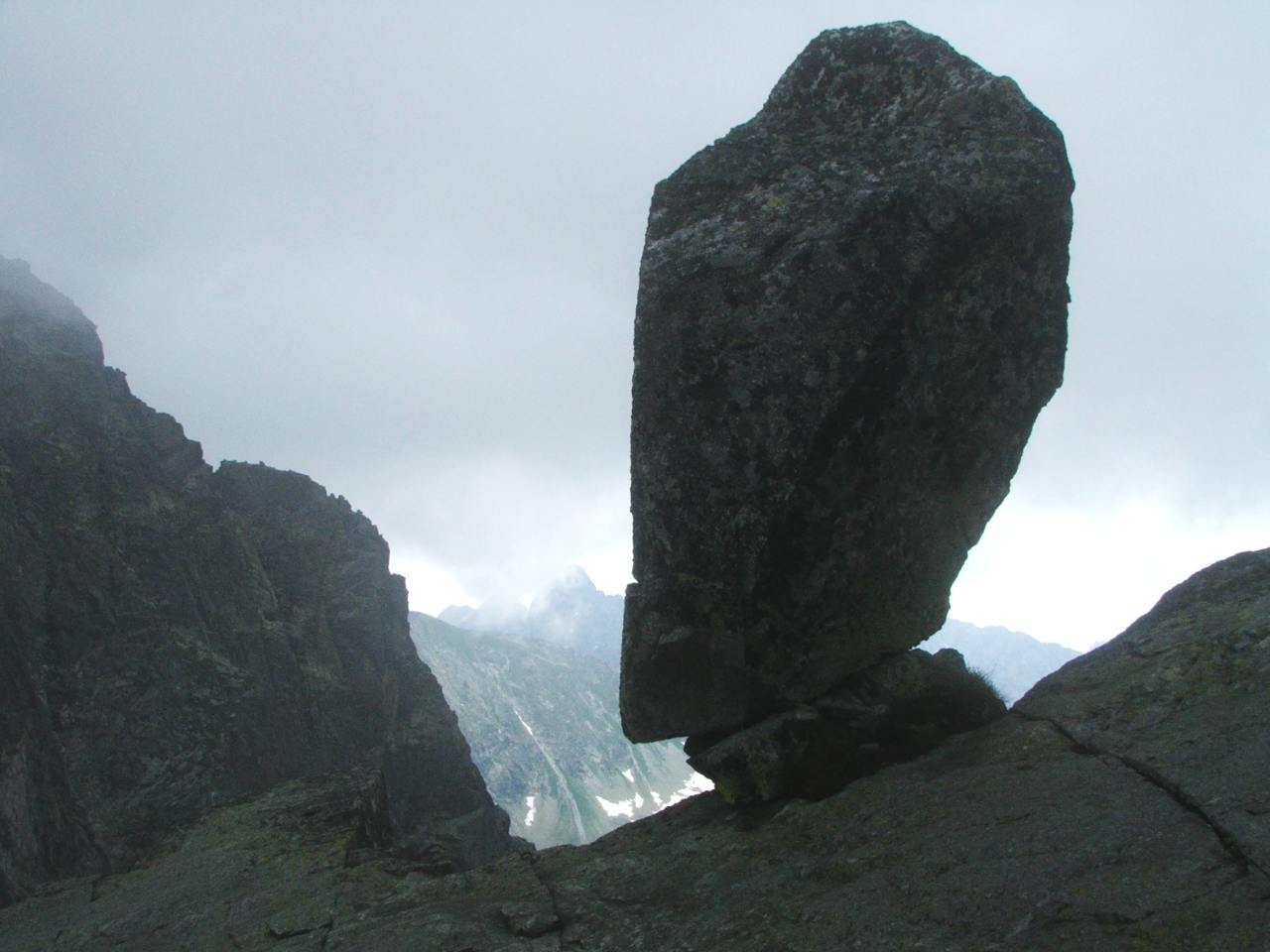
Chłopek na Zmarzłej Przełęczy
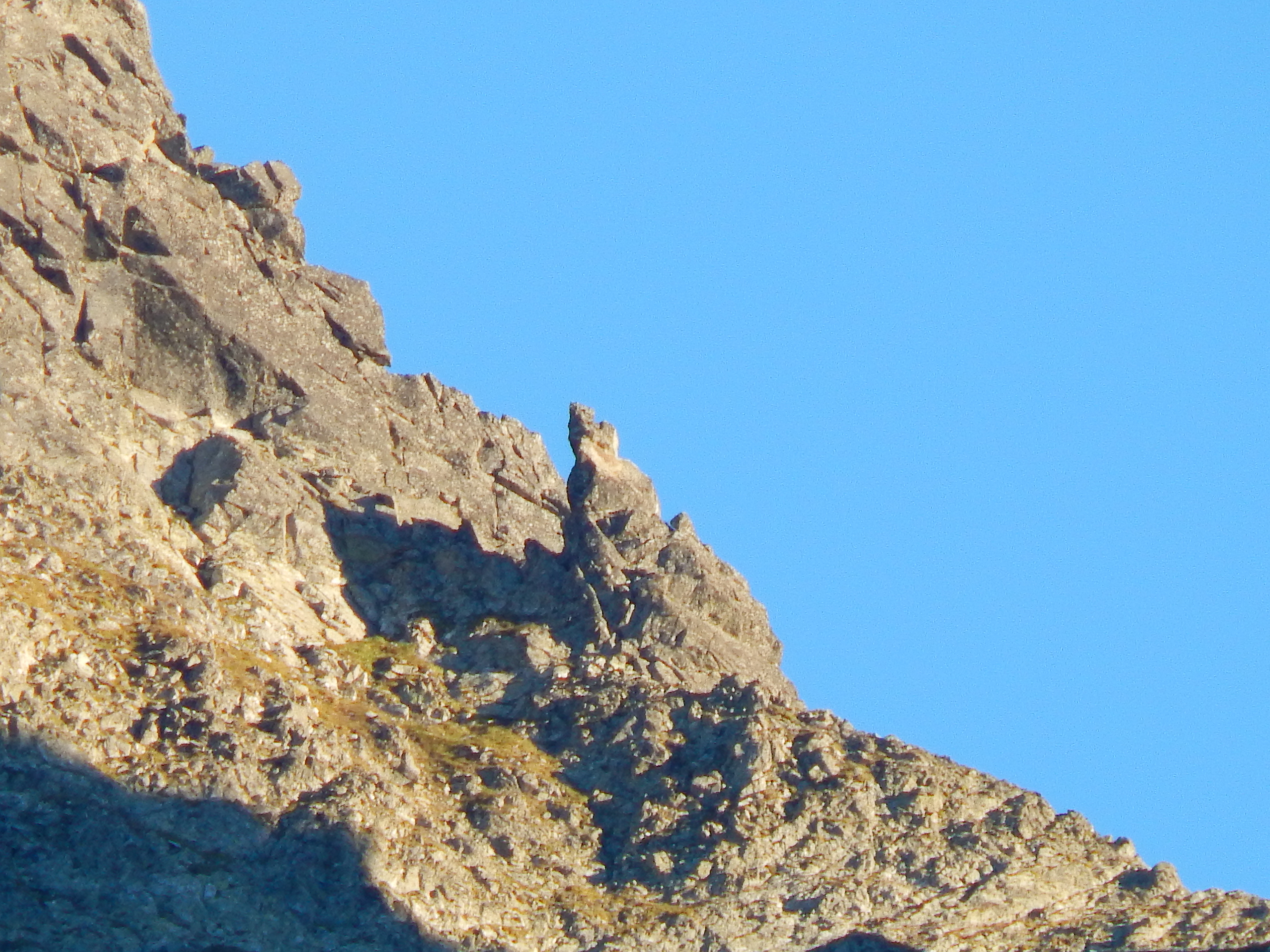
Chłopek na Przełęczy pod Chłopkiem